# Trichopsomyia similis
Trichopsomyia similis är en tvåvingeart som först beskrevs av Charles Howard Curran 1924.  Trichopsomyia similis ingår i släktet gallblomflugor, och familjen blomflugor.
Artens utbredningsområde är Montana. Inga underarter finns listade i Catalogue of Life.